# 力矩密度
力矩密度是量測一機械元件產生力矩或是傳遞力矩的能力，是力矩量值除以体积而得。
系統的力矩密度是系統性質，和其中每個元件的設計以及互連有關。
力矩量值不會為負值，體積是只在三維空間才存在的物理量，不會有負值。力矩密度是力矩量值除以體積，因此也不會為負值。

## 例子和應用
在磁变速器、風力發動機、動力總成中，會用力矩密度來比較机器的能量轉換效率。2024年可以達到的最高值是每一級150 千牛頓-米每立方米
力矩密度常用在機械設計的概念評估階段，特別是动力总成的設計時。一般來說，力矩密度是評估概念是否成功的要素之一。例如轧制滾輪动力总成若要昇級，體積會限定在現有的尺寸。若要更換現有的元件，有許多不同種類的元件。在選擇元件時，力矩密度是考量因素之一，其他考量因素有成本、維護便利、安裝時間、運行成本以及潛在的失效模式。

## 單位
在国际单位制中，力矩密度表示為焦耳每立方米，或牛頓-米每立方米。
力矩密度的量綱和帕斯卡相等，不過帕斯卡不會用來量度力矩密度。
較小的力矩密度會用牛頓-毫米每立方毫米表示。
在美制单位中，力矩密度表示為英尺磅每立方英尺，英寸-磅力每英寸立寸。